# Lasserre-Pradère
Lasserre-Pradère (en gascón La Sèrra Pradèra) es una comuna nueva francesa situada en el departamento de Alto Garona, de la región de Occitania.

## Historia
Fue creada el 1 de enero de 2018, en aplicación de una resolución del prefecto de Alto Garona de 7 de diciembre de 2017 con la unión de las comunas de Lasserre y Pradère-les-Bourguets, pasando a estar el ayuntamiento en la antigua comuna de Lasserre.

## Demografía
| Gráfica de evolución demográfica de Lasserre-Pradère entre 1800 y 2015 |
|                                                                        |

Los datos entre 1800 y 2015 son el resultado de sumar los parciales de las dos comunas que forman la nueva comuna de Lasserre-Pradère, cuyos datos se han cogido de 1800 a 1999, para las comunas de Lasserre y Pradère-les-Bourguets de la página francesa EHESS/Cassini. Los demás datos se han cogido de la página del INSEE.

## Composición
| Comuna delegada       | Código INSEE | Población (2015) | Superficie (km²) | Densidad (hab./km²) |
| --------------------- | ------------ | ---------------- | ---------------- | ------------------- |
| Lasserre              | 31277        | 1021             | 9.51             | 107                 |
| Pradère-les-Bourguets | 31438        | 441              | 4.89             | 90                  |